# 海城县 (辽宁省)
海城县，中国旧县名。
清朝顺治十年（1653年）改海州卫置，治所在今辽宁省海城市市区，属辽阳府。1985年撤销，改设海城市。